# اسکیت(سکه)
اسکیت (سکه) (sceat)یک سکه نقره ای کوچک و ضخیم بود که در انگلستان، فریزیا و یوتلند در طول دوره آنگلوساکسون ضرب می شد و وزن آن معمولاً ۰.۸تا۱.۳ گرم بود.

## تاریخچه
نام آن از اسکیت (sceatt) در انگلیسی قدیم  به معنای "ثروت"، "پول" و "سکه" گرفته شده است.با این حال، این احتمال وجود دارد که معاصران این سکه ها را بیشتر به عنوان «پنی» (انگلیسی قدیم: peningas) می شناختند

## نگارخانه

Sceattas
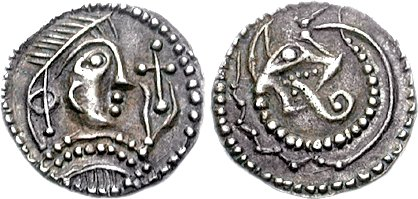
یافته شده در کنت
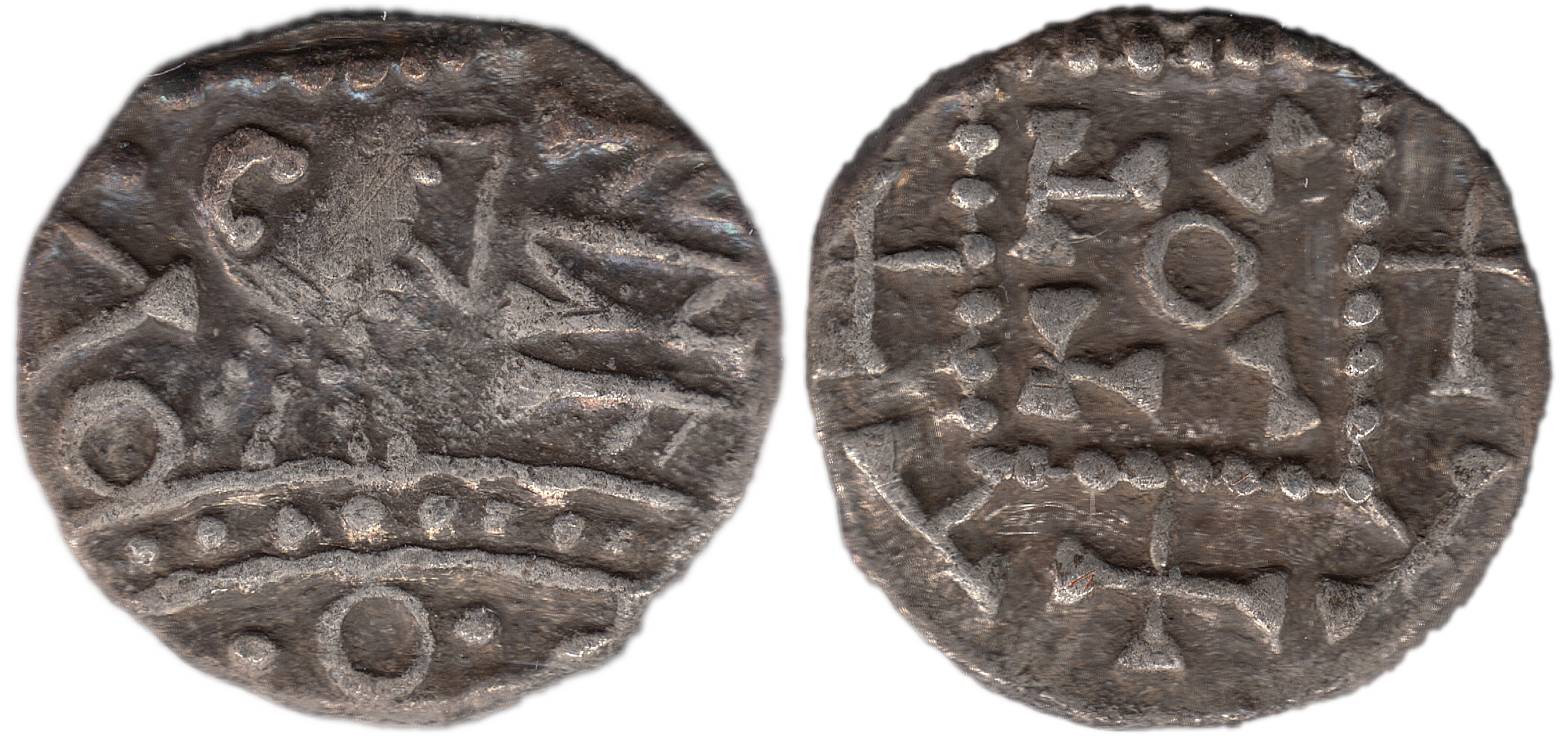
مخصوص است انگلیا
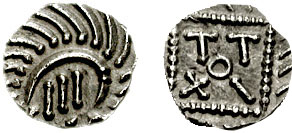
فریزیا